# The Exes/Episodenliste

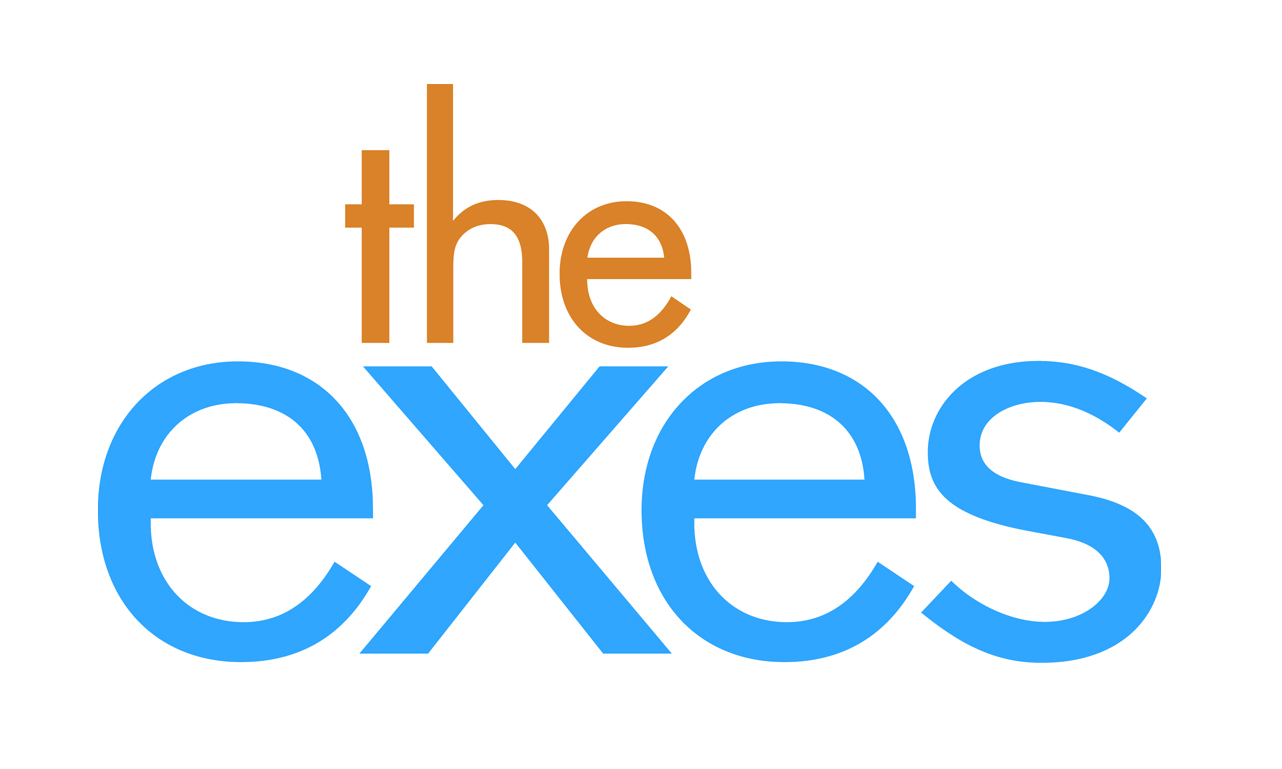
Logo zur Serie

Diese Episodenliste enthält alle Episoden der US-amerikanischen Sitcom The Exes, sortiert nach der US-amerikanischen Erstausstrahlung. Zwischen 2011 und 2015 entstanden 64 Folgen in vier Staffeln.

## Übersicht
| Staffel | Episodenanzahl | Erstausstrahlung USA | Erstausstrahlung USA | Deutschsprachige Erstausstrahlung | Deutschsprachige Erstausstrahlung |
| Staffel | Episodenanzahl | Staffelpremiere      | Staffelfinale        | Staffelpremiere                   | Staffelfinale                     |
| ------- | -------------- | -------------------- | -------------------- | --------------------------------- | --------------------------------- |
| 1       | 10             | 30. November 2011    | 1. Februar 2012      | 16. September 2012                | 18. November 2012                 |
| 2       | 12             | 20. Juni 2012        | 5. September 2012    | 25. November 2012                 | 3. April 2013                     |
| 3       | 20             | 19. Juni 2013        | 26. Februar 2014     | 27. April 2014                    | 19. Oktober 2014                  |
| 4       | 22             | 5. November 2014     | 16. September 2015   | 13. April 2015                    | 22. Januar 2016                   |

## Staffel 1
Die Erstausstrahlung der ersten Staffel war vom 30. November 2011 bis zum 1. Februar 2012 auf dem US-amerikanischen Fernsehsender TV Land zu sehen. Die deutschsprachige Erstausstrahlung sendete der deutsche Ableger von Comedy Central vom 16. September bis zum 18. November 2012.
| Nr. (ges.) | Nr. (St.) | Deutscher Titel                    | Originaltitel             | Erstausstrahlung USA | Deutschsprachige Erstausstrahlung (D) | Regie       | Drehbuch       |
| ---------- | --------- | ---------------------------------- | ------------------------- | -------------------- | ------------------------------------- | ----------- | -------------- |
| 1          | 1         | Der Einzug                         | Pilot                     | 30. Nov. 2011        | 16. Sep. 2012                         | Andy Cadiff | Mark Reisman   |
| 2          | 2         | Die Uhren-Kollektion               | A Little Romance          | 7. Dez. 2011         | 23. Sep. 2012                         | Andy Cadiff | Ian Gurvitz    |
| 3          | 3         | Die Kreuzfahrt                     | Working Girl              | 14. Dez. 2011        | 30. Sep. 2012                         | Andy Cadiff | Gary Murphy    |
| 4          | 4         | Der Obdachlose                     | Lutz and the Real Girl    | 21. Dez. 2011        | 7. Okt. 2012                          | Andy Cadiff | Howard Gewirtz |
| 5          | 5         | Der Servietten-Falter              | An Inconvenient Tooth     | 28. Dez. 2011        | 14. Okt. 2012                         | Andy Cadiff | Mark Reisman   |
| 6          | 6         | Mutter zu Besuch                   | A Very Wrong Engagement   | 4. Jan. 2012         | 21. Okt. 2012                         | Andy Cadiff | Howard Gewirtz |
| 7          | 7         | Dates mit gewissen Schwierigkeiten | Lost in Translation       | 11. Jan. 2012        | 28. Okt. 2012                         | Andy Cadiff | Ian Gurvitz    |
| 8          | 8         | Die Ex-Frau                        | My Dinner With Phil       | 18. Jan. 2012        | 4. Nov. 2012                          | Andy Cadiff | Sue Tenney     |
| 9          | 9         | Rückenbeschwerden                  | When Holly Broke Kevin    | 25. Jan. 2012        | 11. Nov. 2012                         | Andy Cadiff | Gary Murphy    |
| 10         | 10        | Wenn der Ex-Mann zweimal klingelt  | The Ex Always Rings Twice | 1. Feb. 2012         | 18. Nov. 2012                         | Andy Cadiff | Sue Tenney     |

## Staffel 2
Die Erstausstrahlung der zweiten Staffel war vom 20. Juni bis zum 5. September 2012 auf dem US-amerikanischen Fernsehsender TV Land zu sehen. Die deutschsprachige Erstausstrahlung sendete der deutsche Ableger von Comedy Central vom 25. November 2012 bis zum 3. April 2013.
| Nr. (ges.) | Nr. (St.) | Deutscher Titel          | Originaltitel                 | Erstausstrahlung USA | Deutschsprachige Erstausstrahlung (D) | Regie         | Drehbuch                          |
| ---------- | --------- | ------------------------ | ----------------------------- | -------------------- | ------------------------------------- | ------------- | --------------------------------- |
| 11         | 1         | Familienberatung         | Analyze Them                  | 20. Juli 2012        | 25. Nov. 2012                         | Andy Cadiff   | Boyce Bugliari & Jaime McLaughlin |
| 12         | 2         | Was Frauen wollen        | What Women Want               | 27. Juni 2012        | 2. Dez. 2012                          | Andy Cadiff   | Mark Reisman                      |
| 13         | 3         | Der Fuß-Orgasmus         | Cool Hand Lutz                | 4. Juli 2012         | 9. Dez. 2012                          | Andrew Weyman | Ian Gurvitz                       |
| 14         | 4         | Die Affäre               | Baby Mama                     | 11. Juli 2012        | 16. Dez. 2012                         | Andy Cadiff   | Joey Gutierrez                    |
| 15         | 5         | Die Waffen der Frauen    | Lethal Weapons                | 18. Juli 2012        | 23. Dez. 2012                         | Andy Cadiff   | Gary Murphy                       |
| 16         | 6         | Der Tanzwettbewerb       | Shall We Dance                | 25. Juli 2012        | 30. Dez. 2012                         | Andrew Weyman | Howard Gewirtz                    |
| 17         | 7         | Der Samenspender         | Three Men and a Maybe         | 1. Aug. 2012         | 6. Jan. 2013                          | Andy Cadiff   | Yvette Lee Bowser                 |
| 18         | 8         | Ich liebe Dich!          | How Holly Got Her Groove Back | 8. Aug. 2012         | 13. Jan. 2013                         | Andy Cadiff   | Ian Gurvitz                       |
| 19         | 9         | Die Party                | The Party                     | 15. Aug. 2012        | 20. Jan. 2013                         | Andy Cadiff   | Howard Gewirtz                    |
| 20         | 10        | Sister Act               | Sister Act                    | 22. Aug. 2012        | 27. Jan. 2013                         | Andy Cadiff   | Boyce Bugliari & Jaime McLaughlin |
| 21         | 11        | Körperbetont             | He’s Gotta Have It            | 29. Aug. 2012        | 2. Apr. 2013                          | Andy Cadiff   | Gary Murphy                       |
| 22         | 12        | Der Fels in der Brandung | Pirates of the Care of Eden   | 5. Sep. 2012         | 3. Apr. 2013                          | Andy Cadiff   | Yvette Lee Bowser                 |

## Staffel 3
Die Erstausstrahlung der dritten Staffel war vom 19. Juni 2013 bis zum 26. Februar 2014 auf dem US-amerikanischen Fernsehsender TV Land zu sehen. Die deutschsprachige Erstausstrahlung sendete der deutsche Ableger von Comedy Central vom 27. April bis zum 19. Oktober 2014.
| Nr. (ges.) | Nr. (St.) | Deutscher Titel               | Originaltitel                  | Erstausstrahlung USA | Deutschsprachige Erstausstrahlung (D) | Regie          | Drehbuch               |
| ---------- | --------- | ----------------------------- | ------------------------------ | -------------------- | ------------------------------------- | -------------- | ---------------------- |
| 23         | 1         | Toy Story                     | Toy Story                      | 19. Juni 2013        | 27. Apr. 2014                         | Shelley Jensen | Mark Reisman           |
| 24         | 2         | Die Sache mit Hollys Freunden | The Holly’s Buddies Story      | 26. Juni 2013        | 4. Mai 2014                           | Jeff Melman    | Gary Murphy            |
| 25         | 3         | Verkehrte Welt                | Trading Places                 | 10. Juli 2013        | 24. März 2015                         | Andy Cadiff    | Howard Gewirtz         |
| 26         | 4         | Die Singlebörse               | Zero Dark Forties              | 17. Juli 2013        | 18. Mai 2014                          | Andy Cadiff    | Ian Gurvitz            |
| 27         | 5         | Haskells Ehefreuden           | Defending Your Wife            | 24. Juli 2013        | 11. Mai 2014                          | Jeff Melman    | Maria Brown-Gallenberg |
| 28         | 6         | Behalt deinen Job             | Take the Job and Shove It      | 31. Juli 2013        | 1. Juni 2014                          | Andy Cadiff    | Michael Glouberman     |
| 29         | 7         | Pretty Women                  | Pretty Women                   | 7. Aug. 2013         | 8. Juni 2014                          | Andy Cadiff    | Mark Reisman           |
| 30         | 8         | Aufschlag zu einem Kuss       | Prelude to a Kiss              | 14. Aug. 2013        | 15. Juni 2014                         | Andy Cadiff    | Ian Gurvitz            |
| 31         | 9         | Der Toy Boy                   | The Hand That Rocks the Cradle | 21. Aug. 2013        | 22. Juni 2014                         | Andy Cadiff    | Gary Murphy            |
| 32         | 10        | Die Hochzeit des Ex-Freundes  | My Ex-Boyfriend’s Wedding      | 28. Aug. 2013        | 29. Juni 2014                         | Andy Cadiff    | Howard Gewirtz         |
| 33         | 11        | Wahre Lügen                   | True Lies                      | 11. Dez. 2013        | 24. Aug. 2014                         | Terry Hughes   | Mark Reisman           |
| 34         | 12        | Weihnachtspläne               | How the Grinch Spent Xmas      | 18. Dez. 2013        | 5. Jan. 2015                          | Terry Hughes   | Gary Murphy            |
| 35         | 13        | Stuarts Schwester             | Nothing in Common              | 1. Jan. 2014         | 31. Aug. 2014                         | Shelley Jensen | Mark Reisman           |
| 36         | 14        | Phils Cover Foto              | Bachelor Party                 | 8. Jan. 2014         | 7. Sep. 2014                          | Terry Hughes   | Steve Joe              |
| 37         | 15        | Der Neuanfang                 | Starting Over                  | 22. Jan. 2014        | 14. Sep. 2014                         | Shelley Jensen | Ian Gurvitz            |
| 38         | 16        | Kein Freundschaftsdienst      | Friends Without Benefits       | 29. Jan. 2014        | 21. Sep. 2014                         | Shelley Jensen | Gary Murphy            |
| 39         | 17        | Heiße Nonne                   | Nun Like it Hot                | 5. Feb. 2014         | 28. Sep. 2014                         | Jeff Melman    | Maria Brown-Gallenberg |
| 40         | 18        | Haskell und Sammy             | When Haskell Met Sammy         | 12. Feb. 2014        | 5. Okt. 2014                          | Jeff Melman    | Howard Gewirtz         |
| 41         | 19        | Der feine Stuart              | My Fair Nicki                  | 19. Feb. 2014        | 12. Okt. 2014                         | Jeff Melman    | Howard Gewirtz         |
| 42         | 20        | Holly und der alte Mann       | The Old Man and the Holly      | 26. Feb. 2014        | 19. Okt. 2014                         | Rob Schiller   | Maria Brown-Gallenberg |

## Staffel 4
Die Erstausstrahlung der vierten Staffel ist seit dem 5. November 2014 auf dem US-amerikanischen Fernsehsender TV Land zu sehen. Die deutschsprachige Erstausstrahlung sendete der deutsche Ableger von Comedy Central vom 13. April 2015 bis zum 22. Januar 2016.
| Nr. (ges.) | Nr. (St.) | Deutscher Titel                     | Originaltitel                     | Erstausstrahlung USA | Deutschsprachige Erstausstrahlung (D) | Regie        | Drehbuch                             |
| ---------- | --------- | ----------------------------------- | --------------------------------- | -------------------- | ------------------------------------- | ------------ | ------------------------------------ |
| 43         | 1         | Der Teufel trägt Hanes              | The Devil Wears Hanes             | 5. Nov. 2014         | 13. Apr. 2015                         | Andy Cadiff  | Mark Reisman                         |
| 44         | 2         | Verliebt, verlobt, verplant         | The Wedding Unplanner             | 12. Nov. 2014        | 14. Apr. 2015                         | Andy Cadiff  | Ian Gurvitz                          |
| 45         | 3         | Liebe und Tod                       | Love and Death                    | 19. Nov. 2014        | 15. Apr. 2015                         | Andy Cadiff  | Maria Brown-Gallenberg               |
| 46         | 4         | Ein Offizier und Gentleman-Zahnarzt | An Officer and a Dental Man       | 26. Nov. 2014        | 16. Apr. 2015                         | Andy Cadiff  | Howard Gewirtz                       |
| 47         | 5         | O Brother, Where Art Thou?          | Oh Brother Here Art Thou          | 3. Dez. 2014         | 20. Apr. 2015                         | Andy Cadiff  | Gary Murphy                          |
| 48         | 6         | Dawn Of the Dad                     | Dawn of the Dad                   | 10. Dez. 2014        | 21. Apr. 2015                         | Andy Cadiff  | Steve Joe                            |
| 49         | 7         | Quarantäne                          | Catch It 'Cause You Can           | 17. Dez. 2014        | 22. Apr. 2015                         | Andy Cadiff  | Margee Magee & Angeli Millan         |
| 50         | 8         | Requiem for a Dream                 | Requiem for a Dream               | 7. Jan. 2015         | 23. Apr. 2015                         | Andy Cadiff  | Ian Gurvitz                          |
| 51         | 9         | Griechische Schwestern              | Get Her to the Greek              | 14. Jan. 2015        | 27. Apr. 2015                         | Andy Cadiff  | Gary Murphy                          |
| 52         | 10        | Holly Franklin geht nach Washington | Holly Franklin Goes to Washington | 21. Jan. 2015        | 28. Apr. 2015                         | Jeff Melman  | Maria Brown-Gallenberg               |
| 53         | 11        | Brautalarm                          | A Bride Too Far                   | 28. Jan. 2015        | 29. Apr. 2015                         | Jeff Melman  | Howard Gewirtz                       |
| 54         | 12        | Die Hochzeit                        | The Wedding                       | 4. Feb. 2015         | 30. Apr. 2015                         | Jeff Melman  | Steve Joe                            |
| 55         | 13        | Him                                 | Him                               | 15. Juli 2015        | 11. Jan. 2016                         | Terry Hughes | Mark Reisman                         |
| 56         | 14        | Und wieder der Falsche              | Finding Mr. Wrong                 | 22. Juli 2015        | 12. Jan. 2016                         | Terry Hughes | Ian Gurvitz                          |
| 57         | 15        | Das Testament                       | Good Will Hinting                 | 29. Juli 2015        | 13. Jan. 2016                         | Terry Hughes | Gary Murphy                          |
| 58         | 16        | Jungfrau (40), weiblich, sucht...   | The Forty Year Old Her-Gin        | 5. Aug. 2015         | 14. Jan. 2016                         | Terry Hughes | Maria Brown-Gallenberg               |
| 59         | 17        | Haskell lebt hier nicht mehr        | Haskell Doesn’t Live Here Anymore | 12. Aug. 2015        | 20. Jan. 2016                         | Terry Hughes | Gary Murphy & Maria Brown-Gallenberg |
| 60         | 18        | Notting Hill Phil                   | Knotting Phil                     | 19. Aug. 2015        | 15. Jan. 2016                         | Terry Hughes | Howard Gewirtz                       |
| 61         | 19        | 10 Dinge, die sie an dir hassen     | 10 Things They Hate About You     | 26. Aug. 2015        | 18. Jan. 2016                         | Terry Hughes | Steve Joe                            |
| 62         | 20        | Gone Girls                          | Gone Girls                        | 2. Sep. 2015         | 19. Jan. 2016                         | Terry Hughes | Margee Magee & Angeli Millan         |
| 63         | 21        | Hinter dem Horizont                 | What Dreams May Come              | 9. Sep. 2015         | 21. Jan. 2016                         | Terry Hughes | Howard Gewirtz & Ian Gurvitz         |
| 64         | 22        | ...und dann kam Holly               | Along Came Holly                  | 16. Sep. 2015        | 22. Jan. 2016                         | Andy Cadiff  | Mark Reisman & Steve Joe             |